# Anna Ferguson
Pour les articles homonymes, voir Ferguson.
 (décembre 2012).
Si vous disposez d'ouvrages ou d'articles de référence ou si vous connaissez des sites web de qualité traitant du thème abordé ici, merci de compléter l'article en donnant les références utiles à sa vérifiabilité et en les liant à la section « Notes et références ».
Anna Ferguson est une actrice canadienne née le 22 octobre 1938 à Tillsonburg, Ontario, au Canada.

## Filmographie
- 2001 : La double vie de mon mari (My husband's double life[1]) : Madame Welsh
- 2007- ? : Heartland : Madame Bell (série TV)